# 일렉트로 하우스

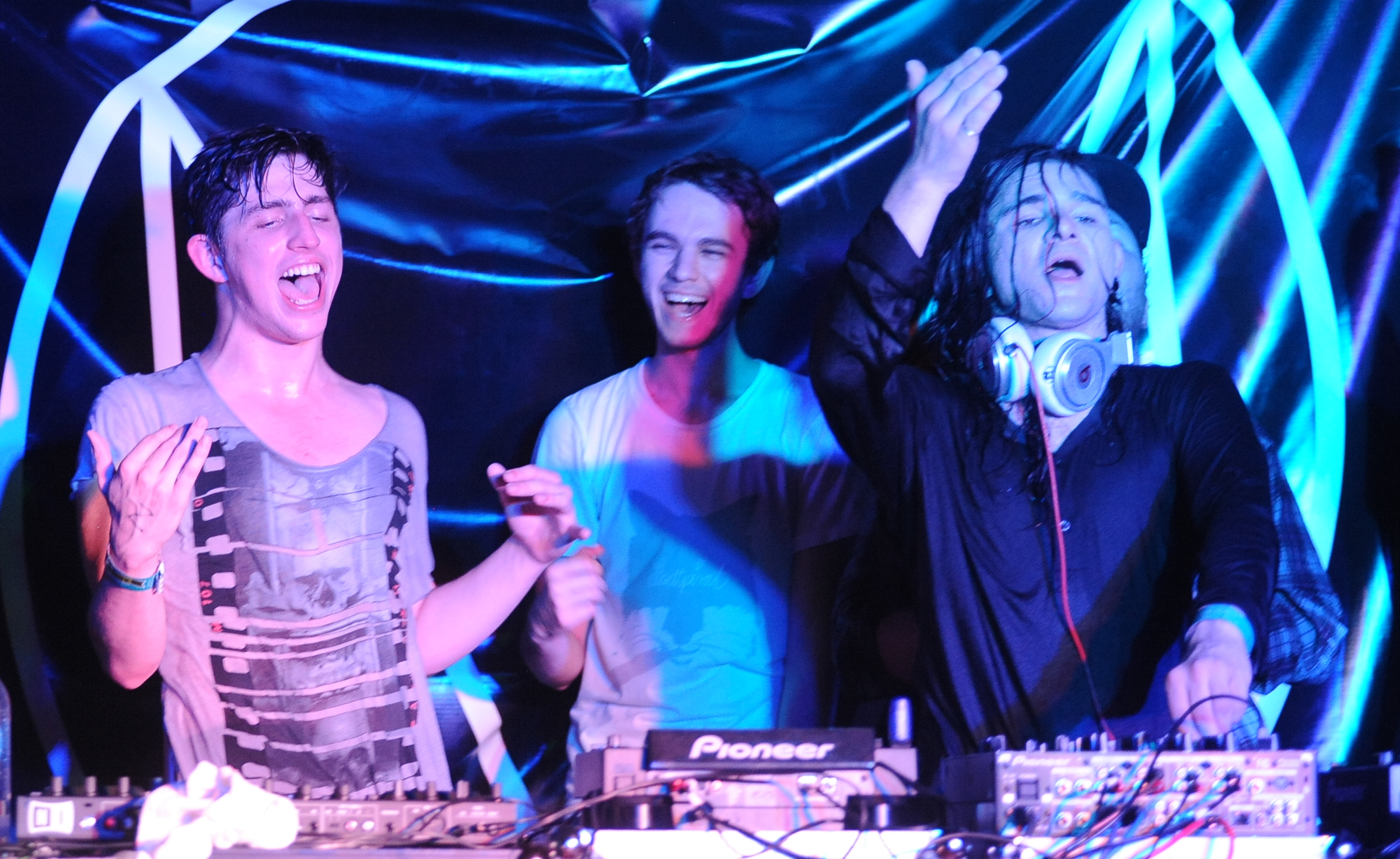

일렉트로 하우스(영어: Electro house)는 하우스 음악의 한 분야이다. 130내외의 BPM을 가지고 무거운 베이스를 가진 음악장르이다. 일렉트로와 테크 하우스에서 영향을 받았다. 그 용어는 다프트 펑크, 스크릴렉스를 포함한 DJ Mag Top 100 DJs에서 사용되어 왔다.

## 하위 장르

### 컴플렉스트로 (Complextro)
Virtual Riot - Energy Drink - 유튜브

### 피젯 하우스 (Fidget house)
Jack Beats - Get Down - 유튜브

### 더치 하우스 (Dutch house)

#### 멜버른 바운스 (Melbourne Bounce)
Will Sparks - Ah Yeah! - 유튜브

#### 퓨처 바운스 (Future Bounce)
멜버른 바운스와 퓨처 하우스가 퓨전된 장르 퓨처 하우스의 한 스타일로 취급받는게 일반적이다.

James Roche & jeonghyeon - Bubble - 유튜브

### 정글 테러 (Jungle Terror)
정글 테러는 2010년대에 개발된 음악 장르다. 하우스와 그라임 드럼 앤 베이스 리듬의 혼돈적인 혼합으로 묘사되곤 한다. 정글의 분위기를 위해 아프리카 타악기나 보컬 컷뿐만 아니라 동물의 울음소리도 사용한다. 2013~2016년까지 EDM에서 인기 있는 스타일을 만든 네덜란드의 DJ이자 프로듀서인 위웩(Wiwek)은 이 장르의 개척자로 불리고 있다.반면, 스크릴렉스, Diplo, KURA 같은 음악가들도 이 장르에 기여하고 있다.
Alvaro & Wiwek - Fire - 유튜브

GTA - Bola (DEEPWORKS JUNGLE TERROR EDIT) - 유튜브

### 빅 룸 (Big Room)
빅 룸이라는 이름은 큰 방에 같힌 것 같은 공간감을 주는 느낌에서 유래되었다. 뿐만 아니라 비슷한 느낌의 다른 스타일도 포함한다. 리버브 효과를 많이 사용하여 실제 페스티벌이나 클럽에 있는 것처럼 공간감을 느끼게 하는 장르. 때문에 빅 룸 (Big Room)이라는 이름이 붙었다.

DVBBS & Borgeous - TSUNAMI (Original Mix) - 유튜브

DubVision - Take My Mind - 유튜브

## 파생 장르

### 뭄바톤(Moombahton)
Donald Bucks - West (Puzzles Moombah Edit) - 유튜브

Aero Chord - 4U - 유튜브

## 같이 보기
- 사이키델릭 트랜스(멜버른 바운스 관련)